# Ted Nugent
Pour les articles homonymes, voir Nugent.
Theodore Anthony « Ted » Nugent, né le 13 décembre 1948 à Détroit, Michigan (alias « The Nuge », « Uncle Ted », « Sweaty Teddy », « Theodocious Atrocious » et « The Motor City Madman »), est un guitariste et guitar hero de hard rock américain, connu au début comme membre du groupe The Amboy Dukes.
Sa musique incarne les valeurs de la chasse et le patriotisme américain. Les chansons les plus connues sont Snakeskin Cowboys, Stormtroopin,  Stranglehold, Free For All, Dog Eat Dog, Wang Dang Sweet Poontang, Cat Scratch Fever, Motor City Madhouse, Great White Buffalo et Wango Tango.
Ted Nugent est aussi connu pour son engagement sans détour au sein des associations Gun Owners of America (GOA) et National Rifle Association of America (NRA). Très ancré dans les mouvements de droite (il a soutenu l'élection de Donald Trump), il est un fervent partisan de la peine de mort, de la légitime défense armée et du droit de posséder une arme garanti par le Second amendement de la Constitution américaine. 

## Style
Il tire sa notoriété d'une musique agressive (son leitmotiv étant le proverbial « si c'est trop fort, c'est que vous êtes trop vieux »), de sa voix atypique, de ses nombreux riffs techniques et de son jeu de scène. De plus, Ted Nugent joue une musique essentiellement fondée sur le son de sa guitare (à tel point que les autres musiciens du groupe deviennent secondaires), ce qui lui a valu d'être salué comme un guitar hero et un show man populaire aux États-Unis.
Il joua longtemps sur une Gibson Byrdland demi caisse.

## Engagements
Membre actif de la National Rifle Association of America (NRA), il affiche son soutien à Donald Trump pour l'élection présidentielle américaine de 2016.
En 2005, lors d'une convention de la NRA, il déclare : « Pour vous montrer comme je suis radical, je veux que les voleurs de voitures meurent, je veux que les violeurs meurent, je veux que les cambrioleurs meurent, je veux que ceux qui abusent d'enfants meurent, je veux que les méchants meurent. Pas de procès. Pas de liberté conditionnelle. Pas de libération pour bonne conduite. Je les veux morts. Procurez-vous une arme et quand ils vous attaquent, tirez-leur dessus. »
En 2007, lors de la campagne présidentielle américaine, il déclare, entre autres : « Obama est une merde. Je lui ai dit de sucer mon calibre. »,. En janvier 2014, lors d'une interview donnée au site Guns.com, il traite le Président Barack Obama de « sous-homme métissé ».
En mars 2018, il déclare que les étudiants ayant échappé à la fusillade de Parkland et manifestant contre les armes automatiques sont des « gamins à la cervelle ramollie » « sans âme ».

## Anecdotes
- Ted Nugent est apparu dans la deuxième saison de Deux flics à Miami mais également dans That '70s Show 15 ans plus tard dans laquelle il tenait son propre rôle.
- En 2005, il a avoué avoir quelques problèmes de surdité, ce qui ne l'a pas empêché de sortir un album en octobre 2007.
- Le groupe de punk rock Goldfinger a écrit une chanson intitulée « Fuck Ted Nugent » dans laquelle il dénonce la position et les idéaux du guitariste.
- Le groupe de metal/punk hardcore Curl Up And Die a écrit une chanson intitulée « Ted Nugent Goes Aol ».
- En dépit de son militarisme affiché, Ted Nugent a reconnu avoir évité de servir comme conscrit au Viêt Nam grâce à son statut d'étudiant.
- Sa chanson Stranglehold apparaît dans la radio V Rock dans Grand Theft Auto: Vice City Stories, sorti en 2006
- Le son de Ted Nugent provient d'une Gibson Byrdland (en), dont il possède une collection, qui est contraire au style musical de l'artiste à cause du larsen produit à forte distorsion.
- Le 4 août 1979, en première partie de son show au Madison Square Garden de NYC, c'est le groupe AC/DC qui a ouvert les festivités… Avant la fin du concert, les vigiles et la police ont fait sortir le public.

## Discographie

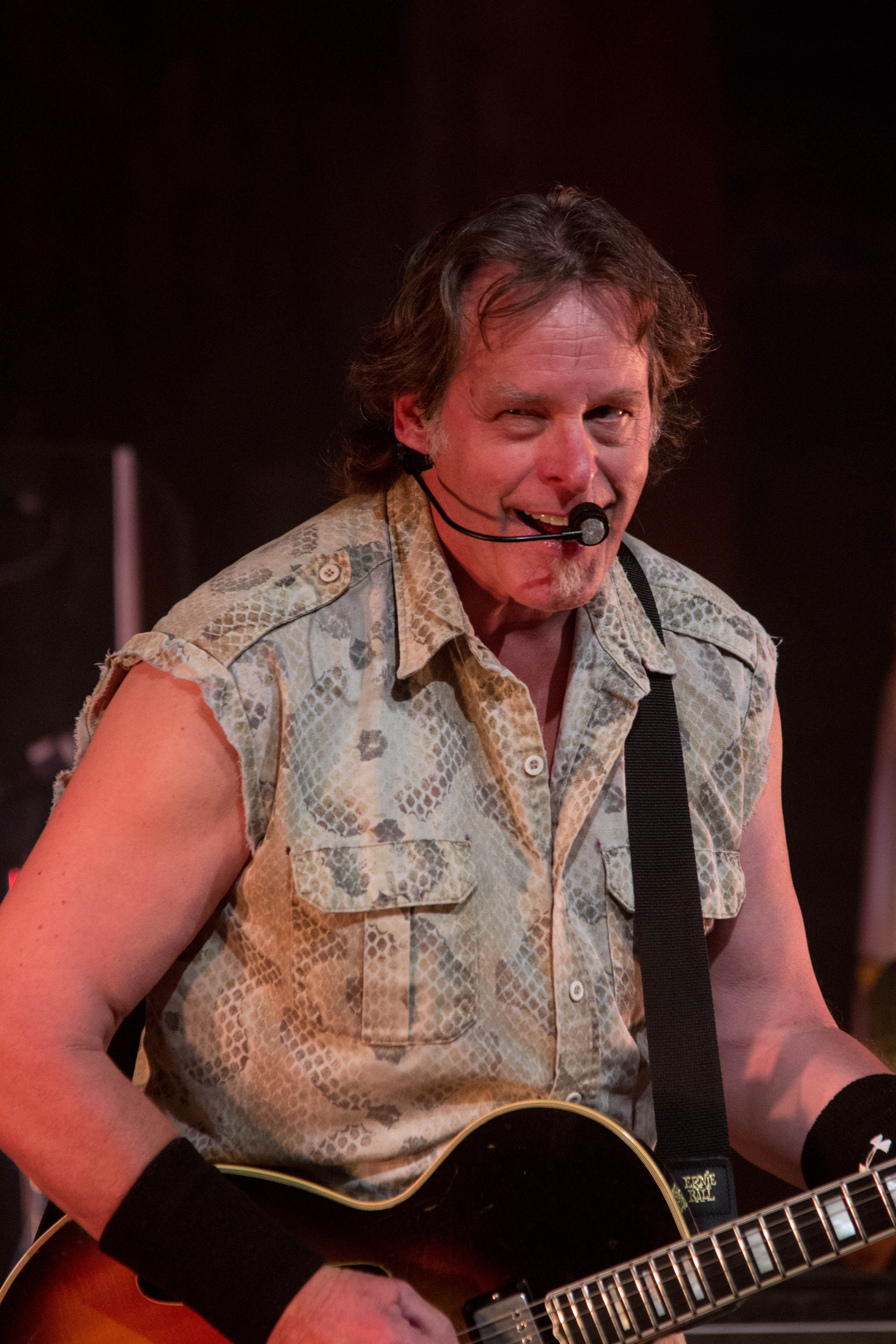
Ted Nugent en concert en 2017.

### Ted Nugent and the Amboy Dukes
- Migration, 1969 ;
- Survival of the Fittest Live (au Eastown Theatre, Détroit), 1971 (Polydor) ;
- Call of the Wild, 1974 ;
- Tooth, Fang & Claw, 1974.

### Avec le groupe Damn Yankees
- Damn Yankees, 1990 ;
- Don't Tread, 1992 ;
- Bravo, 1998 (inédit) ;
- High Enough and Other Hits, 2001.

### Albums studio solo
- Ted Nugent (1975)
- Free-for-All (1976)
- Cat Scratch Fever (1977)
- Weekend Warriors (1978)
- State of Shock (1979)
- Scream Dream (en) (1980)
- Nugent (album) (1982)
- Penetrator (1984)
- Little Miss Dangerous (1986)
- If You Can't Lick 'Em…Lick 'Em (1988)
- Spirit of the Wild (1995)
- Craveman (2002)
- Love Grenade (2007)
- Shutup & Jam! (2014)
- The Music Made Me Do It (2018)
- Detroit Muscle (2022)

### Albums Live solo
- Double Live Gonzo! 1978
- Intensities in 10 Cities 1981
- Live at Hammersmith '79 1997
- Full Bluntal Nugity 2001
- Sweden Rocks 2006
- Motor City Mayhem 2008

### Compilations
- Great Gonzos!The Best of Ted Nugent 1981
- Out of Control (en) 1993
- Super Hits 1998
- The Ultimate Ted Nugent 2002
- Hunt Music 2003
- Cat Scratch Fever - A Tribute To Ted Nugent (avec entre autres : John Corabi, Union, Mötley Crüe, Marq Torien Bulletboys, Kory Clarke Warrior Soul, Phil Lewis L.A. Guns, Jani Lane Warrant, Jizzy Pearl Love/Hate, Ratt…) 2005

## Séries TV
Il tient le rôle de Charlie, un trafiquant de drogue, dans l'épisode Ah la belle vie de la 2e saison de la série Miami Vice au côté d'Arielle Dombasle. Il apparait également dans un épisode de la saison 3 de That '70s Show dans son propre rôle.
Il apparaît dans l'épisode no 10 de la saison 23 des Simpsons en janvier 2012. Il y incarne son propre rôle.